# Tam Thanh (phường)
Tam Thanh là một phường thuộc tỉnh Lạng Sơn, Việt Nam.

## Địa lý
Phường Tam Thanh nằm ở trung tâm tỉnh Lạng Sơn, có vị trí địa lý:
- Phía đông giáp phường Kỳ Lừa và phường Đông Kinh
- Phía tây giáp xã Đồng Đăng và xã Khánh Khê
- Phía nam giáp phường Lường Văn Tri
- Phía bắc giáp xã Đồng Đăng và xã Cao Lộc

## Diện tích, dân số
Phường Tam Thanh có diện tích 27,35 km², dân số 30.301 người, mật độ dân số đạt 1.108 người/km².

## Lịch sử
Ngày 30 tháng 8 năm 1977, chuyển xã Hoàng Đồng thuộc huyện Cao Lộc vào thị xã Lạng Sơn.
Ngày 22 tháng 11 năm 1993, thành lập phường Tam Thanh trên cơ sở hành chính phường Quang Trung, một phần xã Hoàng Đồng và hầu hết diện tích xã Việt Thắng với diện tích 234,35ha.
Ngày 1 tháng 7 năm 2025 Ủy ban Thường vụ Quốc hội ban hành Nghị quyết số 1672/NQ-UBTVQH15 về việc sắp xếp các đơn vị hành chính cấp xã của tỉnh Lạng Sơn năm 2025. Theo đó,Sắp xếp toàn bộ diện tích tự nhiên, quy mô dân số của phường Tam Thanh và xã Hoàng Đồng thành phường mới có tên gọi là phường Tam Thanh.